# Passiflora ambigua
Passiflora ambigua je biljka iz porodice Passifloraceae. Raste po tropskoj Americi.
To je velika je zeljasta biljka penjačica s višegodišnjim podankom. Stabljike mogu biti duge 8 - 12 metara ili više , puze po tlu ili se viticama oslanjaju na druge biljke, penju se u krošnju i samo tamo cvjetaju.
Plodovi su vrlo cijenjeni unutar izvornog područja rasprostranjenja biljke, gdje se skupljaju iz divljine i koriste lokalno. U Srednjoj Americi se često uzgaja zbog svojih plodova a voće se prodaje lokalno pa i izvozi.

## Sinonimi
- Passiflora emiliae Sacco

- P. ambigua
- P. ambigua